# ジグモ
ジグモ（地蜘蛛、学名：Atypus karschi）は、節足動物門クモ綱クモ目ジグモ科ジグモ属に属する地上性のクモである。地下に穴を掘って、袋状の巣を作る。
日本各地で、人家の庭先にも普通に生息している。近縁のトタテグモ類と同様地下に穴を掘って住んでいるが、地上部が目立ちやすいためか、本種は一般にも比較的よく知られている。

## 形態
トタテグモ科と同じトタテグモ下目に属するため、形態的にはそれらとやや似る。日本のこの類では大型で、メスは体長が20mmに達する。頭胸部は正中線の隆起が弱く扁平である。また、触肢はやや小型化しており、歩脚との区別が明瞭である。歩脚は太いがトタテグモ科ほど太くはなく、その色彩は頭胸部と同じで暗黄褐色化しない。腹部は無紋。
鋏角が非常に大きく発達し、ほとんど頭胸部と同じくらいの長さがある。ただし、ワスレナグモのように、途中が大きく盛り上がることはなく、すんなりと伸びる。触肢は小さく、四対の歩脚は中程度。全身は黒褐色で、模様はない。腹部は楕円形で柔らかい。なお、雄は基本的な特徴は同じだが、腹部が小さく歩脚が細長いため、かなり異なった印象を与える。

## 生態

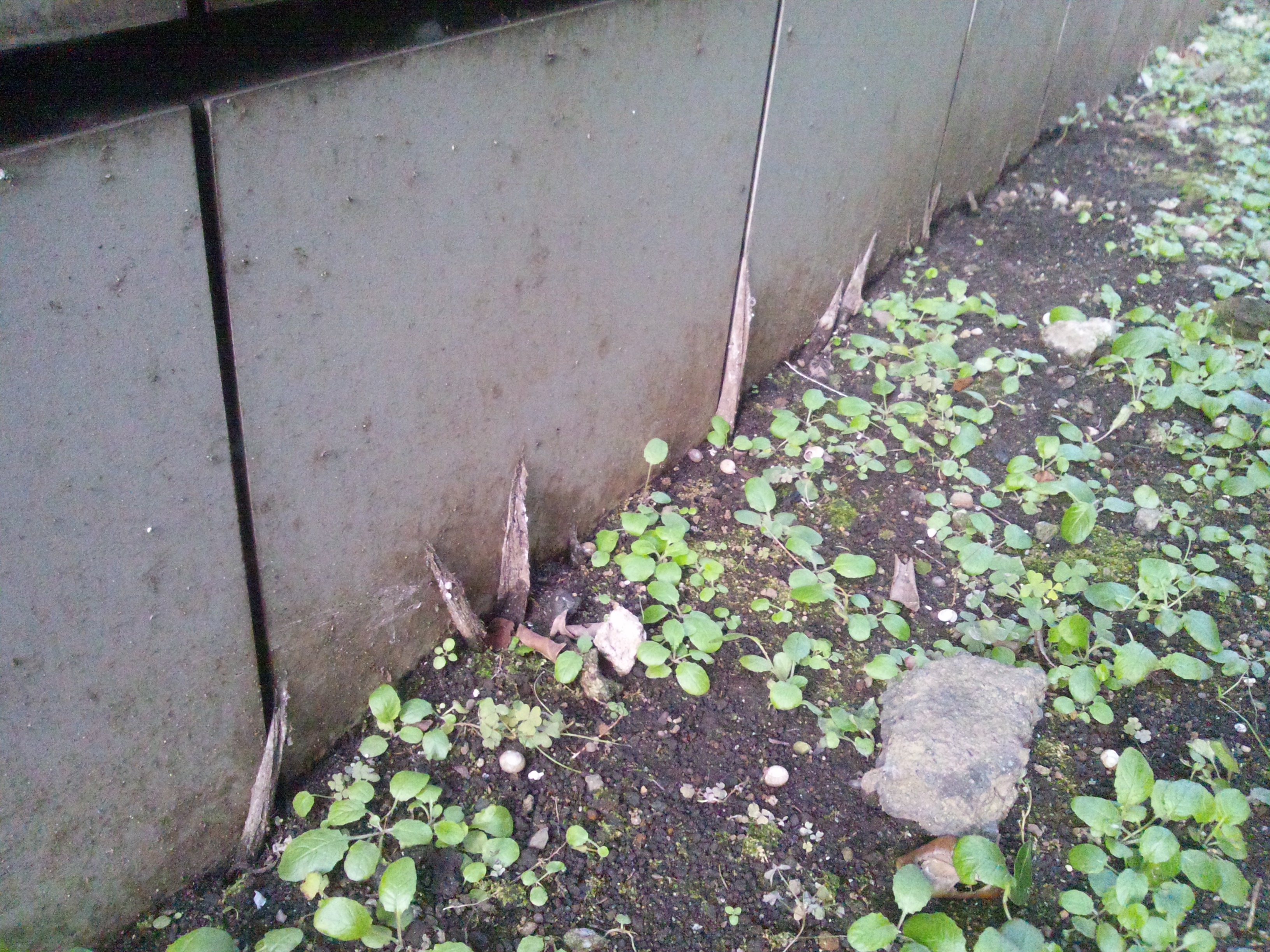
日陰になるビルの壁は絶好の営巣場所

ジグモの巣は、糸でできた細長い袋である。壁際、木の根元などの地面に10cm ばかりの縦穴を掘り、その中を糸で裏打ちして糸でできた膜の円筒を作り、それをそのまま地上部に延長して、先細りの袋として、そばの壁や木の幹に沿って伸ばし、先端をそこに付着させる。外から見ると、地面から柔らかい紐か何かが伸びているように見える。その表面は土やゴミ、苔などが付いて、目につきにくくなっている。この地上部分をつまんでそっと引っ張ると、地下部分を引き抜くことができるので、中に住んでいるクモを捕まえることができる。
この袋の地上に出た部分は、捕虫装置としての性格をもっている。餌は小型甲虫、ダンゴムシ、ワラジムシといった地表性の小動物などで、これらがこの袋の表面を歩いた時に、ジグモは袋越しに長大な鋏角で咬みつき、袋を破れるままに巣内に引きずり込む。食べかすは袋の先端から捨てられる。このクモは比較的飢餓には強いことが知られている。
卵はふわふわの糸で包まれた卵のうとして巣の中に産み付けられる。孵化した幼虫は、巣の先端から這い出し、そのまま近くの草や低木に登ってバルーニングする。
孵化から性成熟までに3〜4年を要する。幼体は脱皮を繰り返して成長し、およそ7齢で成体となる。成体の寿命はオスの場合1年足らずであるが、メスは性成熟後も脱皮を行い数年生き続ける。

## 分布
日本では本州・四国・九州に普通で、北海道にも希ながら分布する。台湾と中国からも記録があるものの、自然分布であるかどうかは不明。

## 人間との関係
本種の属名Atypus（アティプス）は日本蜘蛛学会（旧東亜蜘蛛学会）の会誌の名にも用いられている。
日本では、高度成長期まで各地で行われていた遊び、昆虫相撲（クモ相撲）に用いられるクモの一つとして知られていた。